# Babi Iar

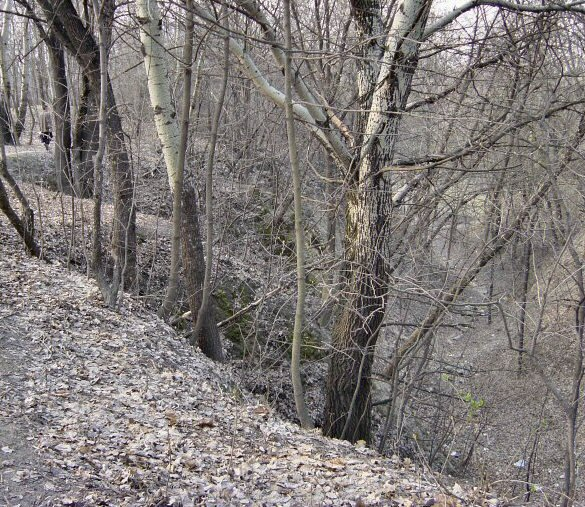
Imagine a râpei Babi Iar

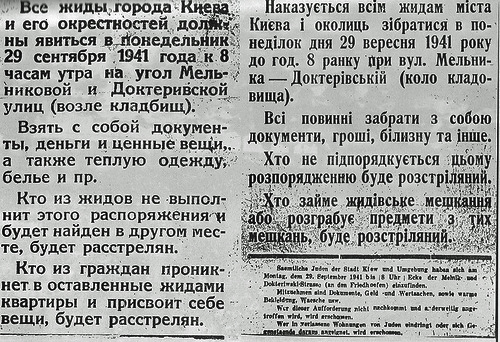
Apelul difuzat de autoritățile de ocupație hitleriste către „jidanii” din Kiev, în limbile rusă și ucraineană, prin care miile de evrei din oraș sunt somați să se prezinte la 29 septembrie 1941, la ora 8 dimineața, cu obiecte, bani și documente personale, precum și îmbrăcăminte caldă, lenjerie etc, fără a se specifica în ce scop.

Babi Iar sau Babân Iar (în ucraineană Бабин Яр, în rusă Бабий Яр
tradus Defileul babei) era o râpă pe teritoriul orașului Kiev, capitala Ucrainei, aflată în trecut în afara orașului. Ea se întindea pe o lungime de 2,5km, având o adâncime între 10-50 m
.
În prezent, parcul memorial „Babân Iar” se află în nord-vestul Kievului, pe un teritoriu dintre raioanele Sâreț și Lukianivka, aproape de stația de metro Dorogojici.
El se întinde de la strada Kîrîlivska în direcția străzii Iuri Ilienko, între biserica Sfântul Kîrîl și strada Olena Teliga. În trecut se afla in apropiere gara de marfuri Lukianivka.
Aici s-a desfășurat în anul 1941 unul din cele mai mari masacre comise într-un timp scurt sub auspiciile armatei Germaniei naziste,Wehrmacht pe teritoriul ocupat în Uniunea Sovietică.  
Unități numite Einsatzgruppen ale SD (Sichercheitdienst) au omorât la data de 29–30 septembrie 1941 peste 33,000 evrei. În timpul acelei faze a războiului împotriva Uniunii Sovietice, evreii din teritoriile ocupate erau uciși încă cu arme de foc de către trupe mobile SS, omorârea în masă prin gazare pe scară industrială neintrând încă în uzul comun. 
Armata a VI-a sub comanda feldmareșalului Walter von Reichenau, care participase deja în lunile precedente la nimicirea evreilor în strânsă colaborare cu S.D, a ajutat la planificarea acțiunii de exterminare de la Babi Iar.
În anii 1941–1943 au fost omorâți în acest loc și alte zeci de mii de prizonieri de război sovietici, rromi,un număr de karaiți kievieni, activiști de partid comuniști, naționaliști ucraineni, ostatici, persoane acuzate de sabotaj, persoane care au încălcat starea de asediu, etc.

## Istoricul locului
Râpa Babi Iar e menționată prima dată documentar în anul 1401 în legătură cu vânzarea locului de către o cârciumăreasă, unei mânăstiri dominicane. În cursul veacurilor ce au urmat, locul, numit uneori și Șalena Baba sau Bisova Baba, a slujit unor tabere militare, precum și unor cimitire. 
În 1869 a fost deschis în apropiere de Babi Iar tabăra militară de vară Sâreț. Ea a fost inzestrată în anul 1895 și cu o capelă de divizie, care a fost dărâmată după Revoluția din Octombrie. Pe locul acestei biserici a fost înălțată ulterior în timpul ocupației hitleriste poarta lagărului de concentrare Sîreț.
În 1870 pe terenuri în sudul lui Babi Iar a fost amenajat un cimitir civil creștin ortodox numit Lukianovski (mai există încă cimitirul militar Lukianovski), care a fost închis în anul 1962.
A existat aici un cimitir creștin ortodox și unul evreiesc, care a fost închis oficial în anul 1937.
În anii 1891-1894 în imediata apropiere a râpei Babi Iar s-a înființat cimitirul nou evreiesc Lukianovski, având și o parcelă pentru comunitatea karaită. El a fost închis de autoritățile sovietice în anul 1937 și a fost distrus în vremea celui de al doilea război mondial. A mai rămas, ca prin minune, o mică parte din morminte și casa administrației lui. Rămășițele pământești aflate au fost mutate ulterior în 49 parcele ale cimitirului Baikovoi și în cimitirul Berkovețk.

## Masacrul din 29-30 septembrie 1941
Forțele Axei,în cea mai mare parte germane, au ocupat Kievul la 19 septembrie 1941.Peste 600,000 soldați sovietici și echipamentul lor au căzut în mâinile germanilor. 
La o întâlnire de lucru din 26 septembrie, generalul Kurt Eberhard, guvernatorul militar al orașului și Obergruppenführer SS Friedrich Jeckeln, comandantul SS și al poliției de pe lângă Cartierul general al Grupului de Armată Sud, au hotărât să-i extermine pe evreii din Kiev, sub pretextul de represalii pentru acțiunile de gherilă și sabotaj împotriva trupelor germane. 
Aceasta după ce la 24 septembrie clădiri de pe strada Hreșciatik în care se stabiliseră administrația germană de ocupație și ale comandamente ale poliției au fost avariate de explozii și incendii. Și în zilele următoare au fost distruse de sabotaje circa 900 clădiri din oraș, folosite de ocupanți. 
În cursul verii și toamnei 1941 Einsatzgruppa C a executat masacre în masă de evrei pe teritoriul Ucrainei, între care și masacrul de la Babi Iar. Comandantul ei, Brigadeführer SS Dr. Otto Rasch și ofițerul care a comandat Sonderkommandoul 4a, Standartenführer Paul Blobel, au fost și ei prezenți la întâlnirea de la 26 septembrie. 

  
La 26 septembrie 1941 în Kiev a început să fie afișat următorul apel, în circa 2000 de exemplare
„Toți jidanii  din orașul Kiev și împrejurimi trebuie să se prezinte luni, 29 septembrie, la orele 8 a.m. la colțul străzilor Melnikova și Doktorivska (lângă cimitir). Ei trebuie să ia cu ei documente, bani si valori, precum și îmbrăcăminte caldă, linjerie etc. Acei jidani care nu vor asculta de acest ordin și vor fi găsiți altundeva, vor fi împușcați. Acei civili care vor intra în locuințele părăsite de jidani și se vor deda la jaf vor fi împușcați”
.
Deja la 27 septembrie 1941 s-a procedat la un fel de antrenament pentru execuții în masă, când ocupanții germani și ajutoarele lor locale au masacrat, nu se știe precis în ce loc, 752 pacienți ai spitalului psihiatric Ivan Pavlov, aflat în vecinătatea Babi Iarului.
La 28 septembrie au fost arestați nouă din rabinii însemnați din Kiev și li s-a pus în vedere să-și anunțe coreligionarii că, după operația de asanare, toți evreii și copiii lor, ca popor ales, urmează să fie trimiși într-un loc la adăpost de pericole.
Portari ai caselor și alte persoane au răspândit zvonul că evreii ar urma să fie recenzați pentru a fi reașezați apoi în alte locuri, și poate că vor fi folosiți ca ostatici pentru a fi schimbați apoi cu prizonieri germani aflați în mâinile rușilor. 
În acel moment locuiau în Kiev circa 60,000 evrei, restul de peste 100,000 luând parte la război sau fuseseră evacuați. Mulți din cei rămași în oraș erau oameni vârstnici, femei și copii.
La ora fixată s-au prezentat la apel circa 30,000 de evrei, precum și unele persoane din familii mixte.
Mulțimea a fost dirijată de-a lungul străzii Malinkovski în direcția cimitirului evreiesc care împreună cu Babi Iar a fost împrejmuit cu sârmă ghimpată și era păzit de polițiști și soldați Waffen SS, din Sondernkommando, precum și de polițiști ucraineni. După ce victimele au trecut poarta, li s-a ordonat, pe rând, în puncte succesive, să-și lase documentele, efectele și lucrurile de valoare, pentru a fi, chipurile, transportate în "vagoanele de marfă". Naziștii și colaboratorii lor au luat rând pe rând câte un grup de oameni și i-au împins înainte în spre locurile unde urmau să fie împușcați, lângă râpă. Când unii aflați în drum au auzit focurile de armă, și au înțeles care e soarta ce li se rezerva, nu mai aveau cale de întoarcere. Accesul la întoarcere prin poartă nu era permis evreilor. Grupuri de 10 persoane erau duse de fiecare dată spre fruntea rândului, printr-un coridor creat de două șiruri de soldați naziști care le băteau și le sileau să se dezbrace de toate hainele și să se prezinte la marginea râpei, unde erau împușcate și se rostogoleau în vad. În tot acest timp megafoane transmiteau muzică de vals.
Potivit raportului nr.101 al Einsatzkommando, în zilele de 29-30 septembrie 1941 au fost masacrați la Babi Iar 33,771 evrei. Copiii sub trei ani ce fuseseră omorâți și ei, nu erau puși în această socoteală. Acesta a fost după câte se pare, operația de exterminare cea mai rapidă din cursul Holocaustului pe teritoriul sovietic, dar cu ea nu s-au încheiat masacrele la Babi Iar.

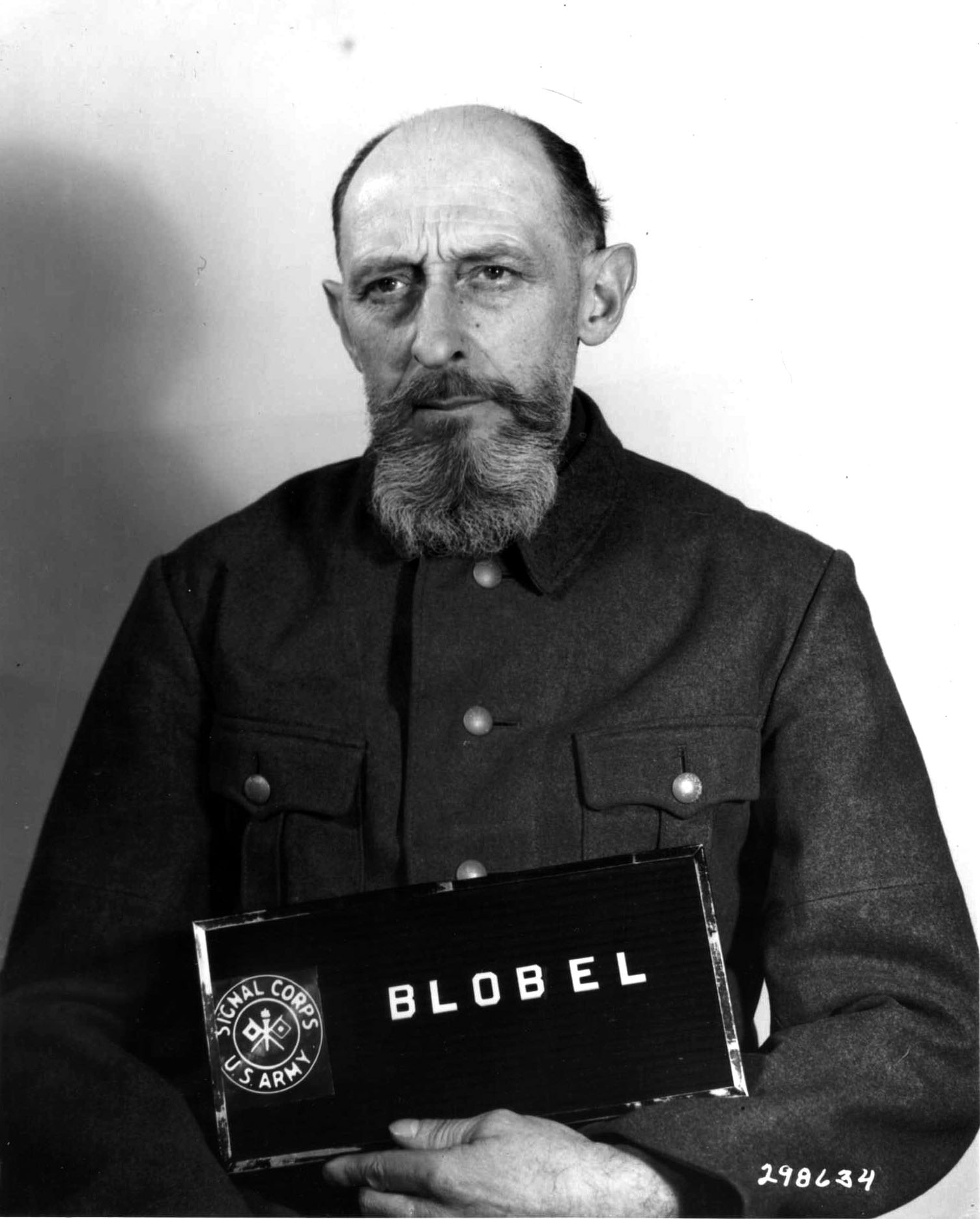
Standartenführer Paul Blobel, comandantul unității Sonderkommando 4 a

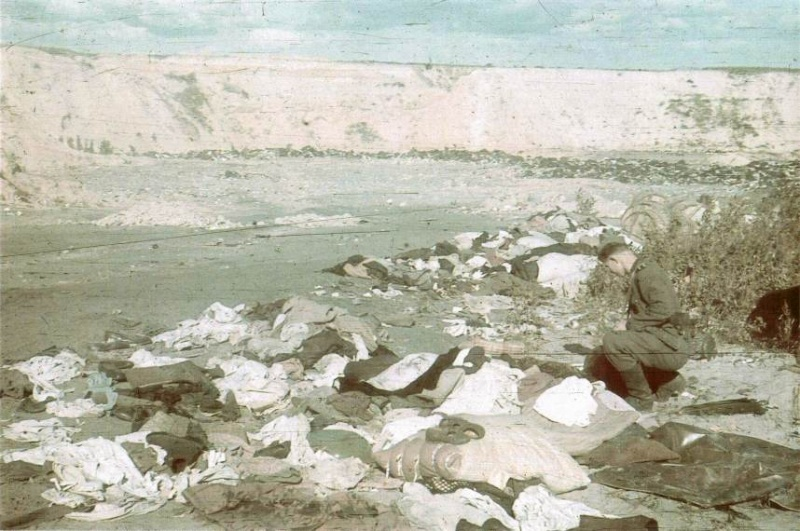
Soldat SS cautând prin efectele celor împușcați la Babi Iar la scurt timp după masacru.Fotografie de Johannes Hähle, 1 octombrie 1941

## Următoarele masacre
Măcelurile următoare au avut loc la 1,2, 8 și 11 octombrie 1941, ele vizând încă circa 17,000 evrei adunați din suburbiile Kievului și regiunile limitrofe. 
În cursul anilor 1941 si 1942 au mai fost împușcați aici, în masă, numeroși prizonieri de război care fuseseră deținuți in lagărele Sîreț și Darnițk și al căror număr exact nu este cunoscut.
Locuitorii Kievului au fost impresionați în mod deosebit de execuția la 10 ianuarie 1941 a circa o sută de 
marinari ai batalionului Dneprovsk din flotila Pinsk, care înainte de fi împușcați la Babi Iar, au fost târâți pe străzile orașului,dezbrăcați și legați cu sârmă ghimpată.
Apoi au fost omorâți la Babi Iar și 621 de membri ai organizației naționaliste ucrainene OUN, între care, la 21 februarie 1942, poeta Alena Teliha și soțul ei, muzicianul, cântăreț din bandura Mihailo Teliha. Au pierit uciși în măcel la Babi Iar și cinci tabere de romi.
La 18 februarie 1943 au fost reluate execuțiile în masă ale deținuților din lagărul de concentrare Sîreț, între care s-au aflat și trei jucători de fotbal ucraineni din echipa de fotbal „Dinamo Kiev”:Mîkola Trusevici, Ivan Kuzmenko și Oleksi Klîmenko. Se crede ca aceștia din urmă ar fi fost executați în lagăr și nu la Babi Iar. După război a circulat o legendă despre un așa numit „meci al morții” între germani și fotbaliști deținuți ucraineni.

## Numărul victimelor
Se estimează, ținând seama de mărturille unor lucrători care au fost forțati să ardă cadavrele, că la Babi Iar au fost omorâte între 70,000-120,000 persoane, din care peste 50,000 evrei. În cazul evreilor și al romilor, execuțiile au vizat și femeile, bătrânii și pruncii.
Procurorul sovietic L.N. Smirnov, bazându-se pe materiale ale Comisiei Extraordinare create de autoritățile sovietice după eliberarea Kievului în 1943, a susținut la Tribunalul de la Nürnberg că la Babi Iar ar zăcea circa 100,000 de cadavre,

## Ștergerea urmelor
Începând din iulie 1943 soldații SS au primit ordinul de a șterge orice urmă a masacrelor de la Babi Iar.
Paul Blobel a sosit la Kiev ca responsabil cu aceasta misiune, în coordonare cu dr Max Thomas, comandantul SD în Ucraina ocupată. Blobel a înfiintat două unități speciale, al căror nume codificat era 1005. O unitate 1005 cuprindea până la zece membri în SD și 30 polițiști germani, În fruntea lor a stat Obersturmbannführer SS Baumann.    
În cadrul acțiunii de camuflare a urmelor, deținuți din lagărul Sârețk, între care și o sută de evrei, au ars rămășițele victimelor. În seara zilei de 29 septembrie 1943 a izbucnit o revoltă  a 329 deținuți care erau întrebuințați la arderea cadavrelor și care au înțeles care va fi si soarta lor. 18 dintre ei au izbutit să evadeze sub acoperirea ceței , iar cei 311 rămași au fost omorâți. Numărul total al victimelor din lagărul de concentrare Sârețk  a fost  de 25.000.   
Ascunderea urmelor măcelurilor au reușit într-atât, ca nu a mai ramas nici o urmă din gropile comune de la Babi Iar și o vreme îndelungată dupa terminarea războiului nu a fost postat la fața locului niciun monument în memoria celor omorâți.

## Procesele
După război mai mulți comandanti SS care au planificat și supravegheat masacrul au fost arestați și judecati. Paul Blobel, comandanul unității SS responsabile de masacru a fost condamnat la moarte la Procesul "grupelor de interventie" (Einzatzgruppen) care a avut loc la Nürnberg. El a fost spanzurat la 7 iunie 1951 în închisoarea Landsberg. Dr.Otto Rasch a fost si el condamnat in acest proces dar judecata sa a fost întreruptă din motive de sănătate și el a murit în închisoare în 1948.
Friedrich Jeckeln a fost judecat de un tribunal militar sovietic la Procesul de la Riga. A fost condamnat la moarte pentru crime de război, între altele și masacrele de evrei la Babi Iar și Riga, și a fost spânzurat la 3 februarie 1946. Generalul Kurt Eberhard a fost arestat de autoritățile americane, dar s-a sinucis în timpul detenției in 1947.   
În ianuarie 1946 15 foști membri ai poliției germane au fost judecați la Kiev pentru rolul jucat in masacru. Reichskomissarul Ucrainei din acea vreme, Erich Koch, a fost judecat de un tribunal polonez și condamnat la moarte pentru atrocități săvârșite în Polonia, dar nu pentru crimele comise în Ucraina. Sentința i-a fost comutată la închisoare pe viață și el a murit în închisoare în 1986.

## Babi Iar după război - în vremea regimului sovietic
La 13 martie 1945 decretul 378 al Consiliului Comisarilor Poporului al Ucrainei sovietice și al Comitetului Central al Partidului Comunist (Bolșevic) din Ucraina a decis crearea unui parc și instalarea unui monument pe locul unde au fost îngropate victime ale ocupanților naziști la Babi Iar. Cu proiectul a fost însărcinat arhitectul A.V.Vlasov.
În 1947 s-a prevăzut ca viitorul „monument al victimelor terorii fasciste la Babi Iar” sa fie inclus in planul de restaurare și dezvoltare al Kievului pe anii 1948-1950. Campania antisemită stalinistă „împotriva cosmopolitismului” lansată în U.R.S.S. în 1948 a făcut imposibilă ridicarea monumentului, știindu-se că majoritatea victimelor ale masacrului din septembrie 1941 au fost evrei. Autoritățile au revenit în acel moment la un proiect de parc  antebelic.
După moartea lui Stalin, în timpul conducerii lui Nikita Hrușciov Babi Iar a devenit un loc de pelerinaj și s-a cerut conducerii sovietice ridicarea unui monument la fața locului. Între cei care au solicitat aceasta s-au numărat si scriitorii Ilya Ehrenburg și Viktor Nekrasov, dar fără folos. 
În anul 1961 a avut loc o catastrofă naturală - avalanșa de noroi de la Kiev -  în care un dig așezat deasupra râpei Babi Iar s-a prăbușit. După cum a susținut Anatoli Kuznețov, digul fusese construit  pentru a șterge amintirea masacrelor și pentru a împiedica cercetarea faptelor și comemorarea victimelor evreiești.   
În acel an, 1961, poetul rus de origine ucraineană Evgheni Evtușenko a publicat poemul „Babi Iar" care se deschidea cu versurile:
„
Un mal abrupt - mă uit la el cu teamă
Nu-i niciun monument la Babi Iar
Îmbătrânit și trist, mă simt de-o seamă
cu neamul lui Avram. Ce lung coșmar!”
 
Inspirat de versurile lui Evtusenko, compozitorul Dmitri Șostakovici a compus Simfonia a 13-a  dar sub presiunea autorităților a trebuit să o cenzureze.
În urma creșterii presiunii opiniei publice, în anul 1966 s-a anunțat în URSS organizarea unui concurs pentru realizarea unui monument la Babi Iar. În 1974 a fost terminată ridicarea monumentului. În inscripția gravată pe monument nu s-a menționat ca între victimele omorâte la
Babi Iar au fost evrei.

## În Ucraina independentă
În 1991 a fost ridicat monumentul în amintirea evreilor masacrați.
La 29 septembrie 2006 s-au aniversat 65 ani de la masacru. La ceremonie au rostit rugăciuni șef rabinul așkenaz de atunci al Israelului, Israel Meir Lau și șef rabinul Kievului, Ionatan Beniamin Markovici.  
În 2021 la aniversarea a 80 de ani de la masacru în prezența presedintelui Ucrainei, Volodîmîr Zelenski, a președintelui Germaniei, Frank-Walter Steinmeier și a rabinului sef al Kievului, Markovici, s-a inaugurat la Babi Iar un nou centru memorial cuprinzând mai multe monumente.
La 1 martie 2022, în timpul Invaziei Rusiei în Ucraina, o rachetă care a lovit turnul TV din Kiev aflat în această zonă, a ucis 5 persoane.